# 스린 야시장

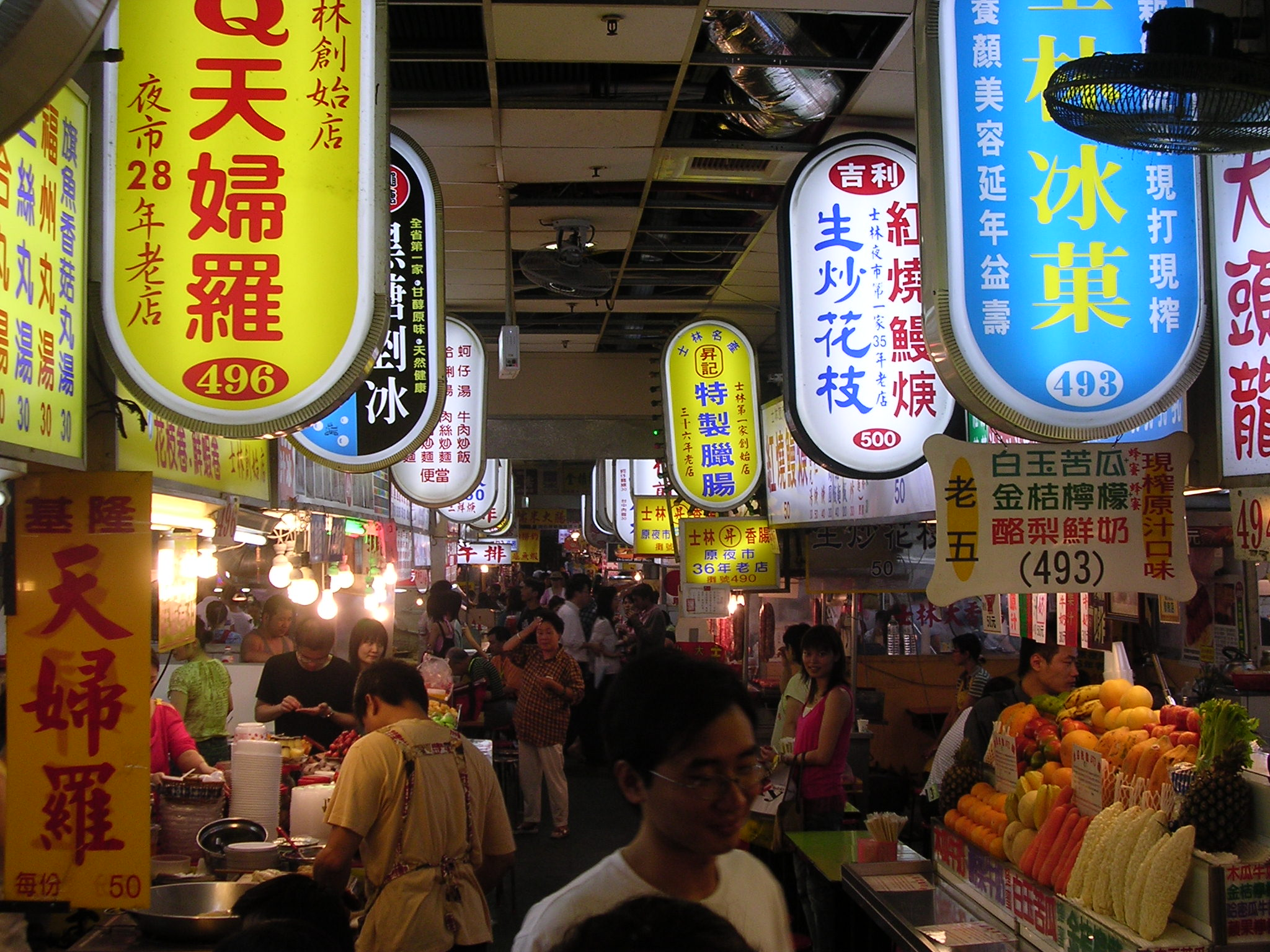
스린 야시장

스린 야시장(士林夜市)은 타이완 타이베이시에서 가장 규모가 큰 야시장 중의 하나이다. 오후 6시에 장이 열리면, 보통 새벽 3시까지 영업을 한다.